# Pueblo Nuevo Viñas
Pueblo Nuevo Viñas è un comune del Guatemala facente parte del Dipartimento di Santa Rosa.
Il comune venne istituito il 15 ottobre 1892; a quella data la popolazione era di 2.103 abitanti.

## Eventi Storici
l’8 Marzo 1913 un terremoto di magnituto 6.4 ha colpito la zona.